# کارخانه آمریکایی
کارخانه آمریکایی (انگلیسی: American Factory) یک فیلم در ژانر مستند به کارگردانی استفن بوگنار و جولیا ریچرت است که در سال ۲۰۱۹ منتشر شد. این فیلم دربارهٔ کارخانه چینی فویائو در مورین از توابع دیتون، اوهایو است که جای کارخانه تعطیل‌شده مورین اسمبلی جنرال موتورز را گرفته‌است. اولین نمایش این فیلم در جشنواره ساندنس ۲۰۱۹ بود و نت‌فلیکس آن را به همراه هایر گراوند پروداکشنز متعلق به باراک اوباما و میشل اوباما پخش کرده‌است؛ این فیلم اولین فیلم پخش‌شده توسط کمپانی اخیر است. این فیلم در نود و دومین دوره جوایز اسکار برنده جایزه اسکار بهترین فیلم مستند شده‌است.